# Espacio muestral

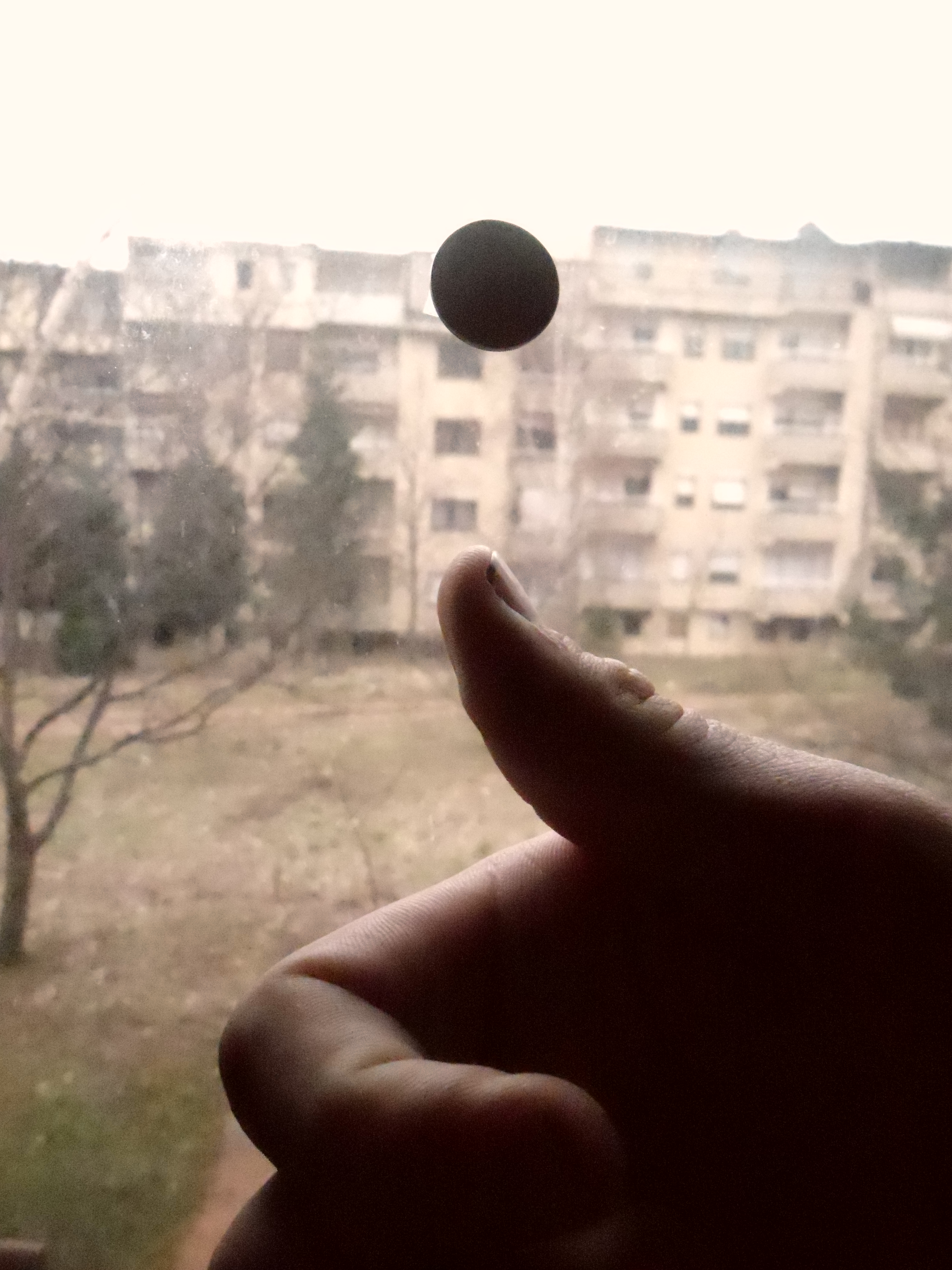
Al lanzar una moneda, se obtiene un espacio muestral compuesto por dos resultados que tienen casi la misma probabilidad.

En la teoría de probabilidades, el espacio muestral o espacio de muestreo (denotado E, S, Ω o U) consiste en el conjunto de todos los posibles resultados de un experimento aleatorio, junto con una estructura sobre el mismo.
Por ejemplo, si el experimento consiste en lanzar dos monedas, el espacio muestral es el conjunto {(cara, cara), (cara, cruz), (cruz, cara) y (cruz, cruz)}. Un evento o suceso es cualquier subconjunto del espacio muestral con estructura de σ-álgebra, llamándose a los sucesos que contengan un único elemento sucesos elementales. En el ejemplo, el suceso "sacar cara en el primer lanzamiento", o {(cara, cara), (cara, cruz)}, estaría formado por los sucesos elementales {(cara, cara)} y {(cara, cruz)}.
Para algunos tipos de experimento puede haber dos o más espacios de muestreo posibles. Por ejemplo, cuando se toma una carta de un mazo normal de 52 cartas, una posibilidad del espacio de muestreo podría ser el número (del as al rey), mientras que otra posibilidad sería el palo (diamantes, tréboles, corazones y picas). Una descripción completa de los resultados, sin embargo, especificaría ambos valores, número y palo, y se podría construir un espacio de muestreo que describiese cada carta individual como el producto cartesiano de los dos espacios de muestreo descritos.
Los espacios de muestreo aparecen de forma natural en una aproximación elemental a la probabilidad, pero son también importantes en espacios de probabilidad. Un espacio de probabilidad (Ω, F, P) incorpora un espacio de muestreo de resultados, Ω, pero define un conjunto de sucesos de interés, la σ-álgebra F, por la cual se define la medida de probabilidad P.

## Definición
Formalmente, un espacio muestral es una tripleta {\displaystyle (\Omega ,{\mathcal {A}},\mu )} donde {\displaystyle \Omega } es el conjunto al que pertenecen los sucesos elementales. Por otro lado {\displaystyle {\mathcal {A}}\subset {\mathcal {P}}(\Omega )} es una colección de subconjuntos de {\displaystyle \Omega } que forma una σ-álgebra de subconjuntos (los subconjuntos {\displaystyle S\in {\mathcal {A}}}, son los eventos aleatorios no elementales), y finalmente {\displaystyle \mu } es una medida de conjuntos que permite asignar probabilidades a los sucesos o eventos del espacio muestral.

## Tipos de espacio muestral
Podemos diferenciar entre dos tipos principales de espacios muestrales, cada uno con subcategorías:
- Espacios muestrales discretos o numerables, que a su vez se dividen en
  - Espacios muestrales finitos.
  - Espacios muestrales infinitos numerables.
- Espacios muestrales continuos, que siempre son infinitos no numerables.

### Discretos
Los espacios discretos son espacios numerables, en ellos el conjunto de sucesos elementales es finito o infinito numerable. En consecuencia, la probabilidad para cada uno de los eventos elementales se puede representar por un número real {\displaystyle p_{k}} con {\displaystyle k\in \mathbb {N} }. Estos números satisfacen la relación:

{\displaystyle \sum _{k}p_{k}=1}

En un espacio muestral discreto suele tomarse como σ-álgebra el conjunto potencia de {\displaystyle \Omega }, es decir, el conjunto de todas las partes (numerables) de {\displaystyle \Omega }. Como medida de probabilidad puede adoptarse la medida:

{\displaystyle \mu (S)=\sum _{\omega _{j}\in S}p_{j}}

donde {\displaystyle \{\omega _{1},\omega _{2},\dots ,\}} es una enumeración de los elementos de {\displaystyle \Omega }.

#### Espacio probabilístico discreto equiprobable
- Su espacio muestral es finito de tamaño n.
- La probabilidad de cualquier suceso elemental E es

{\displaystyle P(E)={1 \over n}}
de aquí se deduce que para todo suceso A la probabilidad es
{\displaystyle P(A)={n(A) \over n}}

#### Espacio probabilístico finito
- Su espacio muestral es discreto finito.
- Hay al menos 2 sucesos elementales que cumplen.{\displaystyle P(A)\neq P(B)}

#### Procesos estocásticos finitos y diagramas de árbol
Un proceso estocástico es una sucesión finita de experimentos aleatorios, cada uno de ellos con un número finito de resultados posibles. Se representan con diagrama de árbol.
Por ejemplo, imaginemos que se lanza una moneda y un dado de seis caras. La probabilidad de obtener un resultado particular corresponde a la multiplicación de sus probabilidades. Es decir, la probabilidad de obtener «cara» y un tres será:

{\displaystyle P(c)\cdot P(3)={1 \over 2}\cdot {1 \over 6}={1 \over 12}}

Ahora bien, la probabilidad de un suceso cualquiera es la suma de las probabilidades de los distintos resultados aislados posibles. Así, la probabilidad de sacar siempre un resultado impar en los dados, independientemente del resultado de la moneda, será:
{\displaystyle P(I)={1 \over 2}\cdot {1 \over 6}+{1 \over 2}\cdot {1 \over 6}+{1 \over 2}\cdot {1 \over 6}+{1 \over 2}\cdot {1 \over 6}+{1 \over 2}\cdot {1 \over 6}+{1 \over 2}\cdot {1 \over 6}}

#### Espacio probabilístico infinito contable
Aquel cuyo espacio muestral es discreto infinito contable. Por ejemplo:
- La probabilidad de que salga cara en la primera tirada ----> {\displaystyle {1 \over 2}}
- La probabilidad de que salga nuevamente cara en la segunda tirada ----> {\displaystyle {1 \over 2}\cdot {1 \over 2}={1 \over 4}}
- La probabilidad de que salga nuevamente cara en la tercera tirada ----> {\displaystyle {1 \over 2}\cdot {1 \over 2}\cdot {1 \over 2}={1 \over 8}}

### Continuos
Son aquellos espacios donde el número de sucesos elementales es infinito incontable. Frecuentemente la σ-álgebra se toma como una σ-álgebra de Borel asociada a un conjunto de variables aleatorias, aunque existen otras posibilidades más complejas. Para variables aleatorias absolutamente continuas puede construirse medidas a partir de la función de distribución que en ese caso da una medida continua respecto a la medida de Lebesgue (de hecho la función de densidad de probabilidad resulta ser la derivada de Radon-Nikodym de la medida en cuestión respecto a la medida de Lebesgue.

#### Espacio probabilístico continuo
- Espacio muestral infinito no numerable. Para medidas absolutamente continuas, no es posible observar puntos concretos del espacio, ya que todos los sucesos elementales tienen probabilidad nula.
- Tiene sentido hablar de intervalos observados. - No es posible asignar probabilidad a un punto concreto, se asigna a intervalos.
- Por tanto la función P está definida sobre intervalos -----> {\displaystyle \mathbb {P} (K_{i}<\exp >K_{e})}

Habitualmente cuando trabajamos con magnitudes físicas.

#### Particiones
Es posible definir particiones sobre el espacio muestral. Formalmente hablando, una partición sobre {\displaystyle \Omega } se define como un conjunto numerable:

{\displaystyle \{A_{i}\}_{i\in \mathbb {N} }\;} tal que:

1. {\displaystyle A_{1}\cup A_{2}\cup ..\cup A_{n}=\Omega }
2. {\displaystyle A_{i}\cap A_{j}=\emptyset \;\forall i\neq j;\ i,j=1..n}
3. {\displaystyle P(A_{i})>0\;\forall i=1..n}

#### Ejemplos
Por ejemplo, en el caso del experimento aleatorio "lanzar un dado", el espacio muestral del experimento sería: Ω={1,2,3,4,5,6}. Por otro lado, si cambiamos ligeramente la experiencia pensando en el número resultante de la suma de 2 dados, entonces tenemos 2 posibles espacios muestrales para modelar nuestra realidad:
- {\displaystyle \Omega =\{(1,1),(1,2),(1,3),(1,4),(1,5),(1,6),(2,1),(2,2),\dots (6,6)\}=\{1,2,3,4,5,6\}}{\displaystyle \times }{\displaystyle \{1,2,3,4,5,6\}}
- {\displaystyle \Omega =\{2,3,4,\dots ,12\}}

La elección del espacio muestral es un factor determinante para realizar el cálculo de la probabilidad de un suceso.